# Ana Mesquita
Ana Cristina Cardoso Dias Mesquita (Porto, 22 de Março de 1979) é uma arqueóloga, sindicalista e política portuguesa, deputada à Assembleia da República entre 2011 e 2022, eleita nas listas da Coligação Democrática Unitária pelo Partido Comunista Português para as XII, XIII e XIV Legislatura da Terceira República Portuguesa.

## Biografia
Arqueóloga desde 2009, é licenciada em Arqueologia e História pela Universidade de Coimbra, na qual foi sócia fundadora e dirigente da tvAAC - Secção de Televisão da Associação Académica de Coimbra.
Tendo vivido a sua juventude em Rio Tinto, no ensino secundário foi membro da Associação de Estudantes da Escola Secundária de Rio Tinto e do Grupo de Teatro do Grupo Dramático e Beneficente de Rio Tinto.
Ex-atleta de Futebol de 11, começou o seu percurso no Sport Clube de Rio Tinto, tendo sido transferida para o União de Coimbra e posteriormente para o Clube Desportivo Olivais e Moscavide. Foi também activista do Manifesto em defesa da Cultura.

### Sindicalismo
Foi Presidente da Direcção, não remunerada, do Sindicato dos Trabalhadores de Arqueologia entre 31 de Maio de 2014 e 18 de Novembro de 2017 e vogal dessa mesma direção desde então até à atualidade.

## Actividade política
Militante do Partido Comunista Português, é membro da Direção do Sector Intelectual da Organização Regional de Lisboa do PCP, e membro da Direção da Organização Regional de Lisboa.

### Deputada à Assembleia da República
Eleita deputada à Assembleia da República pela primeira vez nas eleições legislativas de 2015 para a XIII Legislatura, pelo círculo eleitoral de Lisboa. Reeleita em 2019 para a XIV Legislatura pelo círculo eleitoral do Porto, legislatura na qual é nomeada Secretária da Mesa da Assembleia da República Portuguesa.

#### XIII Legislatura
Na XIII Legislatura da Assembleia da República Portuguesa foi coordenadora da Comissão de Educação e Ciência, assim como da Comissão de Ambiente, Ordenamento do Território, Descentralização, Poder Local e Habitação. Pertenceu à Comissão de Assuntos Europeus e à Comissão de Cultura, Comunicação, Juventude e Desporto.
Pertenceu ainda aos grupos de trabalho subordinados aos temas: Alteração do Regime Jurídico dos Bailarinos Profissionais; Abate de Animais em Canis Municipais; Concessão de Audiências; Habitação, Reabilitação Urbana e Políticas de Cidades; Avaliação do Impacto da Aplicação do Acordo Ortográfico de 1990; Regime de Classificação e Proteção de Lojas e Entidades com Interesses Histórico e Cultural; Parlamento dos Jovens; Mercado Único Digital; Iniciativas Legislativas sobre o Ensino Superior e Ciência; Monitorização dos "Contratos de Legislatura"; Número de Alunos por Turma e Peso das Mochilas Escolares.

#### XIV Legislatura
Na XIV Legislatura da Assembleia da República Portuguesa pertence à Comissão Parlamentar de Agricultura e Mar; e foi coordenadora das comissões de Educação, Ciência, Juventude e Desporto; e de Cultura e Comunicação. Integrou ainda o Grupo de Trabalho para a Educação Inclusiva.